# 尼克·貝吉奇三世
尼古拉斯·約瑟夫·貝吉奇三世（1977年10月21日—），美國實業家、共和黨籍政治人物，於2024年阿拉斯加州聯邦眾議員選舉中擊敗現任民主黨籍眾議員瑪麗·珀爾托拉，成為繼其祖父老尼克·貝吉奇後第二位出自貝吉奇家族的阿拉斯加州聯邦眾議員。

## 早年生活
尼克·貝吉奇三世於1977年10月21日出生於阿拉斯加州安克拉治，其父親為小尼克·貝吉奇，以作家及實業家為職業，祖父為曾擔任阿拉斯加州聯邦眾議員的老尼克·貝吉奇。
雖然尼克·貝吉奇三世出身自阿拉斯加州資深民主黨政治世家的貝吉奇家族，但根據他自身所述他與父母三人皆非民主黨成員，其父親為自由意志黨成員，而母親的家族則為共和黨的忠貞成員，同時也表示他21歲起便成為共和黨註冊黨員。
在尼克·貝吉奇三世的雙親離婚後，他隨著外祖父母搬到了佛羅里達州生活，並就讀於該地的一所高中直至畢業，畢業後他前往德克薩斯州貝勒大學攻讀企業管理學學士學位，之後更於印第安納大學伯明頓分校獲得企業管理碩士學位。

## 職業生涯
尼克·貝吉奇三世於畢業後創立一家名為FarShore Partners的軟體開發公司，並將總部設立於印度，截至2016年該公司在全球已擁有160名員工，同時自2021年起他開始擔任公司執行主席。與此同時，尼克·貝吉奇三世自2009年以來長期與其妻達爾納（Dharna）的親戚瑞克·德賽（Rick Desai）維持業務夥伴關係。

### 政治生涯
2016年，尼克·貝吉奇三世與共和黨現任安克雷奇市議員艾米·登巴斯基(Amy Demboski)競選安克拉治自治市議會（楚基亞/伊勾瑞佛）第2選區A席次，最終尼克·貝吉奇三世以42%得票率敗給艾米·登巴斯基的58%得票率。
此外，尼克·貝吉奇三世除了身兼保守派智庫阿拉斯加政策論壇董事會成員及阿拉斯加州共和黨財務委員會聯合主席職務，並於2020年獲任唐·揚聯邦眾議員競選連任選務聯合主席。

#### 2022年特別選舉
2021年10月，尼克·貝吉奇三世宣佈投入阿拉斯加州單一國會選區聯邦眾議員選舉，原預計將與自1972年以來一直連任該席位的現任共和黨籍唐·揚角逐，然隨著唐·揚於2022年3月逝世，導致須提前於2022年8月16日舉行特別選舉，並由尼克·貝吉奇三世、共和黨籍前任阿拉斯加州州長莎拉·裴林和民主黨籍前阿拉斯加州眾議員瑪麗·珀爾托拉等三方角逐。
本次特別選舉是阿拉斯加州於2022年阿拉斯加州2號措施獲得州民複決通過後，首次採用新規範的排序選擇投票制選舉。初選後，由前四名的莎拉·裴林、尼克·貝吉奇三世、瑪麗·珀爾托拉、亞爾·格羅斯等前四多票候選人進入決選，但在決選中亞爾·格羅斯主動退選並改為支持瑪麗·珀爾托拉，進而形成三名候選人間的角逐。2022年8月31日，所有選票清點完畢後，由民主黨籍的瑪麗·珀爾托拉以51.48%得票率獲得此次選舉的勝利，她的勝選被視為傳統共和黨州份的翻盤。
此次特別選舉結果雖受到時事評論者和行動主義者的讚揚，但同時也引起相關學者對即時複選制中病態現象的批評，並表示此次選舉結果為中心擠壓後所產生的結果。雖然瑪麗·珀爾托拉獲得最多張首選票並於最二輪中獲勝，但事實上大多數選民的投票排序卻是將她排在最後順位甚至是不列入排序；反之尼克·貝吉奇三世雖在第一輪就被淘汰，但大多數選民的投票意向比起瑪麗·珀爾托拉多數人首選反而是更傾向於尼克·貝吉奇三世，共有53%選民的投票排序將他置於瑪麗·珀爾托拉之前，然而莎拉·裴林在第一輪投票造成的擾流效應分裂選舉中共和黨的選票，從而導致尼克·貝吉奇三世遭淘汰以及共和黨失去聯邦眾議員席位。

#### 2022年常規選舉
2022年11月8日，阿拉斯加州常規聯邦眾議員選舉隨同美國聯邦眾議員選舉及其他美國選舉一同舉行。
在初選中，由民主黨籍現任阿拉斯加州聯邦眾議員瑪麗·珀爾托拉、共和黨籍前任阿拉斯加州州長莎拉·裴林、共和黨籍尼克·貝吉奇三世和自由黨籍克里斯·拜伊等四人進入決選。.然而根據決選採行的即時複選制規則，克里斯·拜伊和尼克·貝吉奇三世皆以該輪最少得票率，分別在第一輪和第二輪排序中以1.73%及24.48%得票率遭淘汰。隨後，兩人選票則依選民投票排序轉移至瑪麗·珀爾托拉或莎拉·裴林得票數中，最終由瑪麗·珀爾托拉中以54.94%的得票率獲得此次常規選舉的勝利，並得以延續她在同年特別選舉中所獲取的聯邦眾議員任期。
選後社會選擇理論學者珍妮·尼爾森·克萊爾蘭評論指出，此次常規選舉與先前的特別選舉有所不同的點，在於本次常規選舉很少涉及到選舉病態現象，並以作為孔多塞候選人的瑪麗·珀爾托拉勝選，以顯示其獲得大多數選民的支持。

#### 2024年常規選舉
2024年11月5日，阿拉斯加州常規聯邦眾議員選舉隨同美國總統選舉及其他美國選舉一同舉行。
於2024年8月20日早先舉行舉行的初選中，由瑪麗·珀爾托拉、尼克·貝吉奇三世和共和黨籍南希·達爾斯壯姆三人成為主要候選人。初選過後，作為得票數第三名的南希·達爾斯壯姆宣布退選，以避免再次發生如同2022年常規選舉中所產生的中心擠壓和擾流效應，從而使本次選舉回歸傳統兩黨雙方主要候選人間的角逐。最終在民主黨分裂的情況下，由共和黨籍尼克·貝吉奇三世、民主黨籍瑪麗·珀爾托拉、阿拉斯加獨立黨籍強·韋恩·豪和民主黨籍艾瑞克·哈夫訥等四人進入決選。
2024年11月20日，選舉結果以共和黨籍的尼克·貝吉奇三世擊敗民主黨籍的瑪麗·珀爾托拉作收，首選票中他以48.42%的得票率領先瑪麗·珀爾托拉的46.36%得票率，並在淘汰其他候選人後的第三輪計票結果中，尼克·貝吉奇三世以51.3%的得票率擊敗瑪麗·珀爾托拉的48.7%得票率，成為本次選舉中的當選者。

## 家族成員
尼克·貝吉奇三世與他的妻子達爾納（Dharna）育有一子尼古拉斯·貝吉奇四世，2004年舉家搬回阿拉斯加州，並居住於安克拉治楚基亞。

## 選舉歷史
| 政党   | 政党               | 候选人                              | 票数  | %      | ± |
| ------ | ------------------ | ----------------------------------- | ----- | ------ | - |
|        | 共和党             | 艾米·登巴斯基（Amy Demboski，現任） | 4,414 | 57.72% |   |
|        | 共和黨             | 尼克·貝吉奇三世                     | 3,188 | 41.69% |   |
|        | 海选票             | 海选票                              | 45    | 0.59%  |   |
| 总票数 | 总票数             | 总票数                              | 7,647 | 100.0% |   |
|        | 共和党维持原有席位 |                                     |       |        |   |

### 美國聯邦眾議院選舉
| 政黨   | 政黨               | 候選人          | 第一輪  | 第一輪  | 第一輪  | 第二輪  | 第二輪 |
| 政黨   | 政黨               | 候選人          | 得票數  | 百分比  | 轉移票  | 得票數  | 百分比 |
| ------ | ------------------ | --------------- | ------- | ------- | ------- | ------- | ------ |
|        | 民主黨             | 瑪麗·珀爾托拉   | 74,817  | 39.66%  | +15,467 | 91,266  | 51.48% |
|        | 共和黨             | 莎拉·裴琳       | 58,339  | 30.92%  | +27,053 | 86,026  | 48.52% |
|        | 共和黨             | 尼克·貝吉奇三世 | 52,536  | 27.85%  | -52,536 | 淘汰    | 淘汰   |
|        | 海選票             | 海選票          | 2,974   | 1.58%   | -2,974  | 淘汰    | 淘汰   |
| 總票數 | 總票數             | 總票數          | 188,666 | 100.00% |         | 177,423 | 94.04% |
| 棄權票 | 棄權票             | 棄權票          | 0       | 0.00%   | +11,243 | 11,243  | 5.96%  |
|        | 民主黨從共和黨獲得 |                 |         |         |         |         |        |

| 政黨   | 政黨       | 候選人                   | 第一輪  | 第一輪  | 第一輪 | 第二輪  | 第二輪  | 第二輪  | 第三輪  | 第三輪  |
| 政黨   | 政黨       | 候選人                   | 得票數  | 百分比  | 移轉票 | 得票數  | 百分比  | 移轉票  | 得票數  | 百分比  |
| ------ | ---------- | ------------------------ | ------- | ------- | ------ | ------- | ------- | ------- | ------- | ------- |
|        | 民主黨     | 瑪麗·珀爾托拉（現任）    | 128,329 | 48.68%  | +1,038 | 129,433 | 49.20%  | +7,460  | 136,893 | 54.94%  |
|        | 共和黨     | 莎拉·裴琳                | 67,732  | 25.74%  | +1,064 | 69,242  | 26.32%  | +43,013 | 112,255 | 45.06%  |
|        | 共和黨     | 尼克·貝吉奇三世          | 61,431  | 23.34%  | +1,988 | 64,392  | 24.48%  | -64,392 | 淘汰    | 淘汰    |
|        | 自由黨     | 克里斯·拜伊（Chris Bye） | 4,560   | 1.73%   | -4,560 | 淘汰    | 淘汰    | 淘汰    | 淘汰    | 淘汰    |
|        | 海選票     | 海選票                   | 1,096   | 0.42%   | -1,096 | 淘汰    | 淘汰    | 淘汰    | 淘汰    | 淘汰    |
| 總票數 | 總票數     | 總票數                   | 263,148 | 100.00% |        | 263,067 | 100.00% |         | 249,148 | 100.00% |
| 棄權票 | 棄權票     | 棄權票                   | 2,193   | 0.83%   | +906   | 3,097   | 1.16%   | +14,765 | 17,016  | 5.55%   |
|        | 民主黨維持 |                          |         |         |        |         |         |         |         |         |

| 政黨   | 政黨                           | 候選人                        | 首選票  | 首選票  | 首選票  | 第一輪  | 第一輪  | 第一輪  | 第二輪  | 第二輪  | 第二輪  | 第三輪  | 第三輪  |
| 政黨   | 政黨                           | 候選人                        | 得票數  | 百分比  | 移轉票  | 得票數  | 百分比  | 移轉票  | 得票數  | 百分比  | 移轉票  | 得票數  | 百分比  |
| ------ | ------------------------------ | ----------------------------- | ------- | ------- | ------- | ------- | ------- | ------- | ------- | ------- | ------- | ------- | ------- |
|        | 共和黨                         | 尼克·貝吉奇三世               | 159,375 | 48.42%  |         | 159,071 | 48.59%  | +263    | 159,334 | 48.86%  | +4,783  | 164,117 | 51.31%  |
|        | 民主黨                         | 瑪麗·珀爾托拉（現任）         | 152,596 | 46.36%  |         | 151,758 | 46.35%  | +1,303  | 153,061 | 46.94%  | +2,702  | 155,763 | 48.69%  |
|        | 阿拉斯加獨立黨                 | 強·韋恩·豪（John Wayne Howe） | 12,984  | 3.94%   |         | 13,052  | 3.99%   | +654    | 13,706  | 4.20%   | -13,706 | 被淘汰  | 被淘汰  |
|        | 民主黨                         | 艾瑞克·哈夫訥（Eric Hafner）  | 3,421   | 1.04%   |         | 3,504   | 1.07%   | -3,504  | 被淘汰  | 被淘汰  | 被淘汰  | 被淘汰  | 被淘汰  |
|        | 海选票                         | 海选票                        | 750     | 0.23%   | -750    | 被淘汰  | 被淘汰  | 被淘汰  | 被淘汰  | 被淘汰  | 被淘汰  | 被淘汰  | 被淘汰  |
| 总票数 | 总票数                         | 总票数                        | 329,126 | 329,126 | 329,126 | 327,385 | 327,385 | 327,385 | 326,101 | 326,101 | 326,101 | 319,880 | 319,880 |
| 无效票 | 无效票                         | 无效票                        | 无效票  | 无效票  | 无效票  | 6,275   | 6,275   | +1,284  | 7,559   | 7,559   | +6,221  | 13,780  | 13,780  |
|        | 共和党赢得了民主党所控制的席位 |                               |         |         |         |         |         |         |         |         |         |         |         |

## 外部鏈接
- Nick Begich for Alaska （页面存档备份，存于）—競選網站
- C-SPAN內的頁面（英文）

| 美国众议院             | 美国众议院                                        | 美国众议院 |
| ---------------------- | ------------------------------------------------- | ---------- |
| 前任者： 瑪麗·珀爾托拉 | 來自阿拉斯加州單一國會選區的聯邦眾議員 2025年至今 | 現任       |